# Topo Cujicito
El Topo Cujicito es una formación de montaña ubicada en el extremo norte del estado Guárico, Venezuela. A una altitud promedio entre 1.145 m s. n. m. y 1358 m s. n. m. y el Pico Platillón, es una de las montañas más altas en Guárico.

## Ubicación
El Topo Cujicito está ubicado en el corazón de una fila montañosa al oeste de San Juan de los Morros y sur del embalse de Camatagua. Hacia el oeste se continúa con el Topo La Cruz y la fila La Glorieta. Más hacia el este en dirección a la ciudad de San Juan se ubican otras filas montañosas incluyendo el Topo Paraparo. Hacia el norte se continúa con el Pico Platillón.

## Geología
El Topo Cujicito está en el corazón de una extensa formación geológica conformada por icnofósiles que evidencian que sus estratos contienen rocas del Paleoceno. Predominan depósitos flysch, compuestas por alternancias de lutitas, areniscas y limolitas turbidíticas, en capas que pueden ser de muy finas a medias. Se han reportado facies cuarcíticas y grauváquicas con lutitas y arcilitas gris oscuras, finamente micáceas y débilmente físiles.